# Марзпанство Иберия
Марзпанство Иберия также известен как Сасанидская Иберия (груз. სასანური ქართლი, сасанури картли среднеперс. 𐭥𐭫𐭥𐭰𐭠𐭭, вироцан/вируцан парф. вирш[а]н) — период, когда Иберийское царство (Картли, восточная Грузия) находилось под сюзеренитетом Сасанидской империи, и им правили марзпаны (правители), назначенные сасанидским иранским царем. Позже он управлялся картлийскими эрисмтаварами.

## История
Грузинские царства оспаривались между Сасанидами и соседней соперничающей Византийской империей с III века. В течение следующих сотен лет и византийцам, и Сасанидам удалось установить гегемонию над этими регионами. В те немногие оставшиеся времена грузинским царям удавалось сохранять свою автономию. Сасанидское правление было впервые установлено в начале Сасанидской эры, во время правления царя Шапура I (годы правления 240—270). В 284 году Сасаниды закрепили за иберийским престолом принца из Дома Михранидов, впоследствии известного под своим династическим именем Мириан III. Таким образом, Мириан III стал первым главой этой ветви семьи Михранидов в Иберийском царстве, известной как династия Хосроидов (также известная как Иберийские Михраниды или Михраниды Иберии), члены которой будут править Иберией до VI века. В 363 году Сасанидский сюзеренитет был восстановлен королем Шапуром II (годы правления 309—379), когда он вторгся в Иберию и поставил Аспакура II своим вассалом на иберийский трон.
Продолжающееся соперничество между Византией и Сасанидской Персией за господство на Кавказе и неудачное восстание грузин при Гургене имели тяжёлые последствия для страны. После этого царь Иберии имел лишь номинальную власть, в то время как страной фактически правили персы. Ко времени пребывания Вежана Бузмихра на посту марзбана Иберии агиографии того периода подразумевали, что «цари» в Тбилиси имели только статус мамасахлиси, что означает «глава (царского) дома». Когда Бакур III умер в 580 году, Сасаниды при Хормизде IV (578—590) воспользовалось возможностью упразднить Иберийскую монархию. Иберия стала персидской провинцией, которой напрямую управляли назначенные марзпаны.